# Stát Aleppo
Stát Aleppo (1920–1924; francouzsky État d'Alep; arabsky دولة حلب‎) byl jedním z pěti států zřízených francouzským Vysokým komisařem v Sýrii a Libanonu generálem Henri Gouraudem v rámci francouzského mandátu. Vznikl po zhroucení krátkodechého
Syrského arabského království, kde vládl Fajsal I., a jako důsledek Konference v San Remu.
V roce 1923 zde žily 604 tisíce obyvatel (v to nepočítaje kočovníky v jižních oblastech), hlavním městem bylo Aleppo.

## Populace
Ve státě Aleppo byla většina Sunitských muslimů. Tato populace zahrnovala hlavně Araby, ale také (zejména ve východních oblastech) Kurdy a jiné různorodé etnikum přemístěné během osmanské doby. Aleppo bylo také domovem jedněch z nejbohatší a nejrozmanitějších křesťanských komunit v orientu. Celková populace činla v roce 1923 kolem 604 000 lidí (kromě kočovných obyvatel z východních regionů). Stát Aleppo měl také velkou židovskou komunitu.
| Náboženství | Obyvatelé | Procento |
| Sunité      | 502 000   | 83.1%    |
| Křesťané    | 52 000    | 8.6%     |
| Alavité     | 30 000    | 5%       |
| Židé        | 7 000     | 1.2%     |
| Cizinci     | 3 000     | 0.%      |
| Celkem      | 604 000   | 100%     |